# 팔레스타인 위임통치령

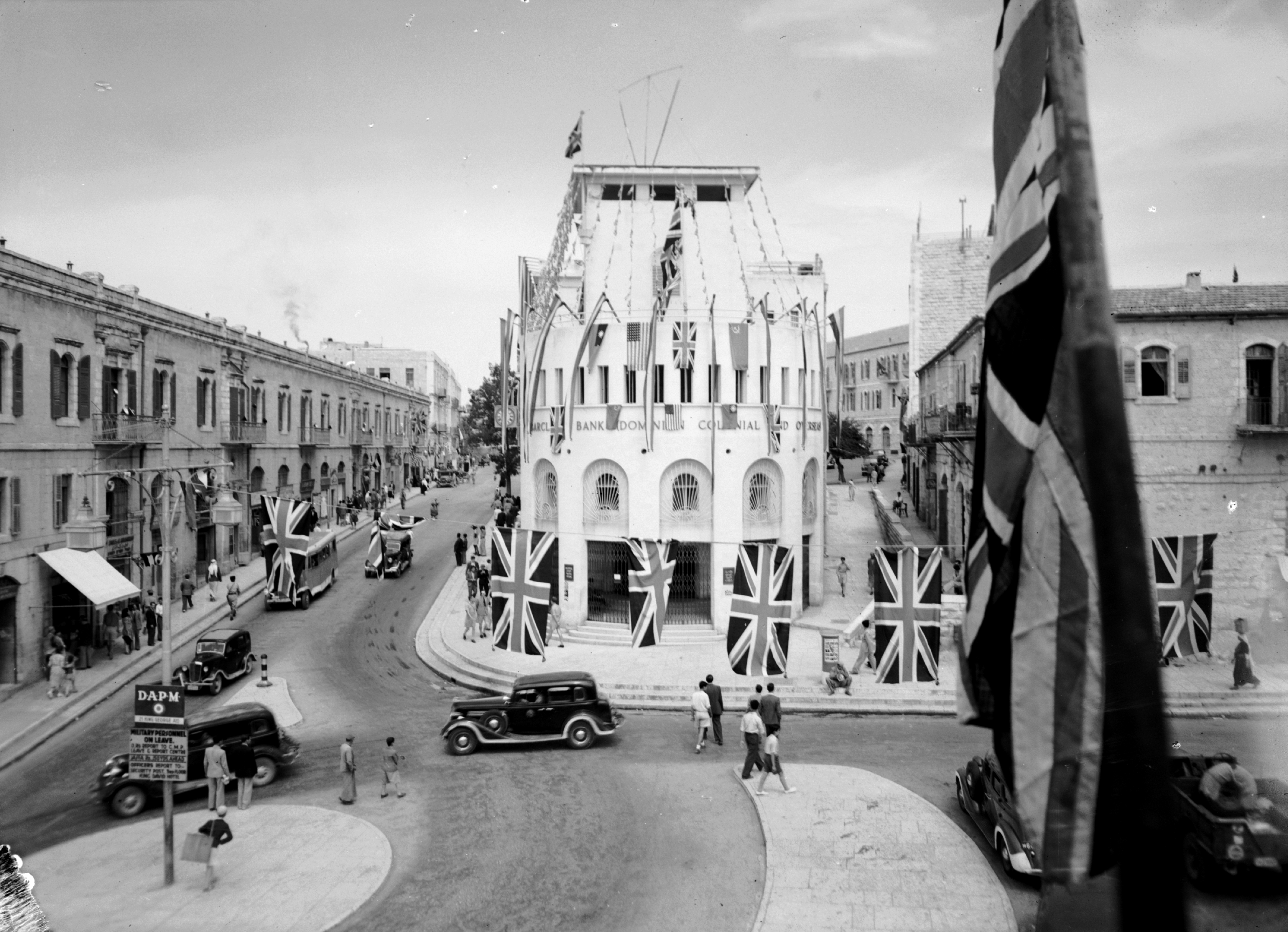

팔레스타인 위임통치령(Mandatory Palestine)은 제1차 세계 대전 이후 오스만 제국령 시리아에서 분리되어 영국에게 할당된 국제 연맹의 위임통치령으로서, 1920년부터 1946년까지 영국은 이 지역을 위임통치하였다. 1923년 이후에 이 지역은 요르단강 서안은 현재의 이스라엘과 팔레스타인 자치정부가 위치한 팔레스타인 지역으로 1948년까지 영국이 통치하였고 동안은 트란스요르단으로 분리하여 히자즈에서 온 하심가 출신 왕족에게 자치권을 주어서 통치하였으며, 1946년에 트란스요르단은 요르단 하심 왕국으로 독립하였다.
1917년에 제1차 세계 대전 기간 영국군과 오스만제국 통치 아래에 있던 아랍인과 유대인 반란군은 오스만 제국의 군대를 격퇴시킨 이후, 과거 오스만 제국령 시리아 지역에 군정을 실시하였다. 이 지역은 1922년 6월에 국제 연맹으로부터 영국의 위임령으로 인정받았고, 프랑스가 현재의 시리아 지역과 레바논 지역을 차지하며 이로 인해 튀르키예는 16세기 이후 지배해 온 아라비아 반도의 주도권을 완전히 상실하고 말았다.

## 같이 보기
- 이스라엘 독립 선언서